# Ado no Utattemita
Ado no Utattemita (Adoの歌ってみたアルバム) ist ein Coveralbum der japanischen Sängerin Ado. Das Album wurde am 13. Dezember 2023 über den japanischen Zweig von Virgin Records zunächst in Japan veröffentlicht, ehe neun Tage eine internationale Veröffentlichung bei Universal Music erfolgte.
Das Album umfasst zehn Coverversionen bekannter Lieder von unterschiedlichen Vocaloid-Produzenten und anderen Musikern. Es besitzt eine Spiellänge von rund 41 Minuten.
In Japan erreichte das Album Platz zwei der heimischen Albumcharts und wurde zwischenzeitlich mit einer Goldenen Schallplatte ausgezeichnet.

## Hintergrundinformationen
Ado veröffentlicht gelegentlich Coverversionen bekannter japanischer Popstücke exklusiv auf ihrem YouTube-Kanal. Im Mai des Jahres 2022 hielt ihr Management über die sozialen Medien eine Abstimmung für Fans ab, in welcher Lieder gesucht wurden, die Ado covern sollte. Aus dieser Abstimmung, in der mehr 10.000 Stimmen eingegangen sind, landeten die Lieder Kamippoi na von PinocchioP und Crime and Punishment von Sheena Ringo auf den ersten beiden Plätzen. Beide Coverversionen wurden am 24. Juli 2022 auf ihrem YouTube-Kanal veröffentlicht. Ihre Coverversion von Crime and Punishment erreichte zwischenzeitlich mehr als 14 Millionen Aufrufe.
Im März 2023 hielt das Management eine zweite Abstimmung ab, um zu ermitteln, welche Songs Ado für eine Albumveröffentlichung covern solle. Im September gleichen Jahres kündigte Universal Music Japan Ados erstes Coveralbum an. Zum Zeitpunkt der Albumankündigung wurden bereits sechs der zehn Coverstücke bekanntgegeben, die auf dem Album zu hören sind, darunter Crime and Punishment, Unravel von TK from Ling Tosite Sigure und Villain von Teniwoha. Im Oktober 2023 wurde die komplette Titelliste veröffentlicht.

## Veröffentlichung
Ados Coverversion von TKs Unravel wurde als erste offizielle Singleauskopplung zum Album am 11. November 2023 auf digitaler Ebene veröffentlicht. Am 11. Dezember 2023 folgte mit Dawn and Fireflies die zweite Singleauskopplung, ehe zwei Tage später das Album in Japan veröffentlicht wurde. Neun Tage später erschien das Album außerhalb Japans.

## Titelliste
| Nr. | Titel (japanisch)                                    | Länge | Anmerkungen                       |
| --- | ---------------------------------------------------- | ----- | --------------------------------- |
| 1.  | Dried Flowers (ドライフラワー)                       | 4:49  | Originalinterpret: Yuuri          |
| 2.  | Kazari ja Nai no yo Namida wa (飾りじゃないのよ涙は) | 4:13  | Originalinterpret: Akina Nakamori |
| 3.  | Aishite Aishite Aishite (愛して愛して愛して)         | 4:19  | Originalinterpret: Kikuo          |
| 4.  | Crime and Punishment (罪と罰)                        | 4:51  | Originalinterpret: Sheena Ringo   |
| 5.  | Kawaikute Gomen (可愛くてごめん)                     | 3:40  | Originalinterpret: HoneyWorks     |
| 6.  | Villain (ヴィラン)                                   | 3:20  | Originalinterpret: Teniwoha       |
| 7.  | God-ish (神っぽいな)                                 | 3:25  | Originalinterpret: PinocchioP     |
| 8.  | Unravel                                              | 3:59  | Originalinterpret: TK             |
| 9.  | Buriki no Dance (ブリキノダンス)                     | 3:19  | Originalinterpret: Denko          |
| 10. | Dawn and Fireflies (夜明けと蛍)                      | 5:09  | Originalinterpret: N-buna         |

## Mitwirkende
Alle mitwirkenden Musiker und Produzenten wurden dem Eintrag des Albums in der Videogame Music Database entnommen.
| Musiker - Ado – Gesang - Yuta Watanabe – E-Gitarre, Akustikgitarre (1) - Sakurai Rock – E-Bass (1, 4, 8) - Akira Sakamoto – Schlagzeug (1) - Nao Nishimura – Piano (1, 4, 8) - Tomohiko Ohkanda – E-Bass (2) - Yoshito Tanaka – E-Gitarre (2) - Daisuke Kawaguchi – Keyboard (2) - Ken Kurihara – Saxofon (2) - Gakutaro Miyauchi – Trompete (2) - Ken Higeshiro – Schlagzeug (4) - Katsushiro Sato – Gitarre (4), E-Gitarre (8) - Nozomu Kitamura – Schlagzeug (8) - Naoki Itai – E-Gitarre (8) - Yusuke Koshiro – E-Gitarre (8, 9) | Produktion - Naoki Itai – Mixing (1, 4, 8, 9), Programming (1, 8, 9) - Vis – Mixing, Programming (2, 6) - Daisuke Kawaguchi – Aufnahmearrangement, Programming (2) - Kikuo – Aufnahmearrangement (3) - Kazuya Maeda – Mixing (3, 10) - Sora Tamiya – Mixing (5) - Takafumi „CO-K“ Kōkei – Aufnahmearrangement (5) - PinocchioP – Aufnahmearrangement (7) - Saburō – Mixing (7) - Yusuke Koshiro – Programming, Aufnahmearrangement (9) - Tomomi Ogata – Mixing (9) - N-buna – Aufnahmearrangement (10) |

## Erfolg
Das Album stieg in den heimischen Albumcharts von Oricon hinter dem P Album von den Kinki Kids auf Platz zwei ein und hielt sich 23 Wochen lang in der Bestenliste auf. Auch in den kombinierten Albumcharts von Oricon, welche neben physische auch digitale Verkäufe und Musikstreaming berücksichtigt, landete das Album auf den zweiten Platz. In den Hot-100-Album-Charts von Billboard Japan erreichte das Album in der ersten Woche des Jahres 2024 Platz eins.
Die Recording Industry Association of Japan (RIAJ) zeichnete das Album im Dezember 2023 mit einer Goldenen Schallplatte für 100.000 zertifizierte physische Verkäufe aus.